# Carlos Aguiar Retes

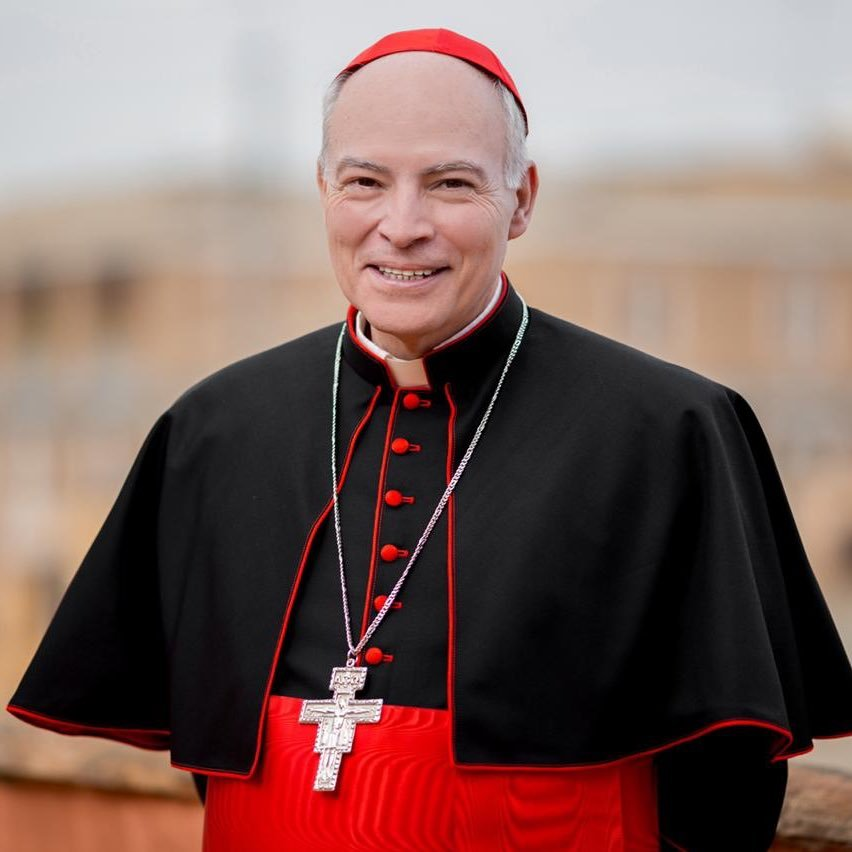
Carlos Kardinal Aguiar Retes (2020)

Kardinalswappen

Carlos Kardinal Aguiar Retes (* 9. Januar 1950 in Tepic) ist ein mexikanischer Geistlicher und römisch-katholischer Erzbischof von Mexiko-Stadt. Darüber hinaus war er Präsident der Mexikanischen Bischofskonferenz (2006–2012) sowie des Lateinamerikanischen Bischofsrats (2011–2015).

## Leben
Carlos Aguiar Retes besuchte das Knabenseminar von Tepic (1961–1969) und studierte Theologie am Priesterseminar von Montezuma in den Vereinigten Staaten (1969–1972) sowie am Seminar von Tula, Hidalgo (1972–1973). Er empfing am 22. April 1973 das Sakrament der Priesterweihe und studierte von 1974 bis 1977 Biblische Theologie am Päpstlichen lateinamerikanischen Kolleg „Pius“ sowie am Päpstlichen Bibelinstitut. Er war von 1978 bis 1991 Rektor des Seminars von Tepic. 1991 absolvierte er ein Doktoratsstudium in biblischer Theologie an der Päpstlichen Universität Gregoriana. 1996 wurde er Professor für Heilige Schrift an der Päpstlichen Universität von Mexiko.
Am 28. Mai 1997 wurde er von Papst Johannes Paul II. zum Bischof von Texcoco ernannt. Die Bischofsweihe spendete ihm der Erzbischof von Monterrey, Adolfo Antonio Kardinal Suárez Rivera, am 29. Juni desselben Jahres; Mitkonsekratoren waren sein Amtsvorgänger, Bischof Magín Camerino Torreblanca Reyes, und der Bischof von Tepic, Alfonso Humberto Robles Cota.
Am 5. Februar 2009 ernannte ihn Papst Benedikt XVI. zum Erzbischof des Erzbistums Tlalnepantla. Die Amtseinführung fand am 31. März desselben Jahres statt.
Von 2004 bis 2006 war er Generalsekretär der mexikanischen Bischofskonferenz CEM, deren Präsident er anschließend bis 2012 war. Seit 2007 ist er Mitglied des Päpstlichen Rates für den Interreligiösen Dialog. Carlos Aguiar Retes war von 1999 bis 2003 Generalsekretär des lateinamerikanischen Bischofsrates CELAM und im Anschluss bis 2007 dessen Vizepräsident. Auf der 23. Vollversammlung des CELAM in Montevideo wurde er im Mai 2011 für vier Jahre zum Vorsitzenden des Lateinamerikanischen Bischofsrates CELAM gewählt. Seine Amtszeit endete im Mai 2015, Nachfolger wurde der Erzbischof von Bogotá Rubén Kardinal Salazar Gómez.
Im Konsistorium vom 19. November 2016 nahm ihn Papst Franziskus als Kardinalpriester mit der Titelkirche Santi Fabiano e Venanzio a Villa Fiorelli in das Kardinalskollegium auf. Seine Titelkirche nahm er am 11. Juni des folgenden Jahres in Besitz. Am 14. Januar 2017 berief ihn Papst Franziskus zum Mitglied der Päpstlichen Kommission für Lateinamerika und am 29. September 2021 zum Mitglied der Kongregation für das Katholische Bildungswesen. Am 18. Februar 2023 ernannte ihn Papst Franziskus zum Mitglied des Dikasteriums für die Kultur und die Bildung, in dem die vormalige Kongregation für das Bildungswesen aufgegangen war.
Kardinal Aguiar Retes gilt kirchenpolitisch als Papst Franziskus nahestehend. Der Papst ernannte ihn am 7. Dezember 2017 zum Erzbischof von Mexiko. Die Amtseinführung fand am 5. Februar des folgenden Jahres statt. Im Oktober 2023 sprach sich Kardinal Aguiar für die Etablierung synodaler Prozesse auf Bistumsebene aus. Die Kirche müsse die Laien stärker einbinden, andernfalls werde sie „in kleine Gruppen zerfallen“. Nach dem Tod von Papst Franziskus nahm er am Konklave 2025 teil, das Leo XIV. wählte.